# Stanisław Szostak (pułkownik)

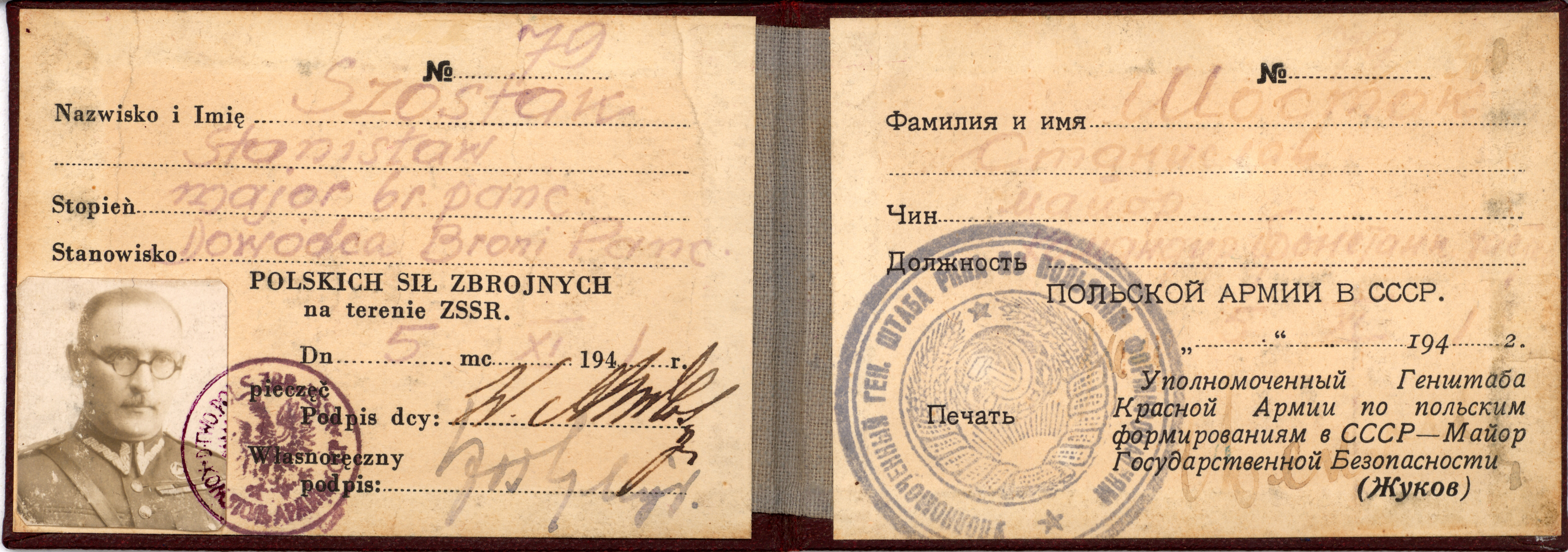
Legitymacja mjr. Szostaka

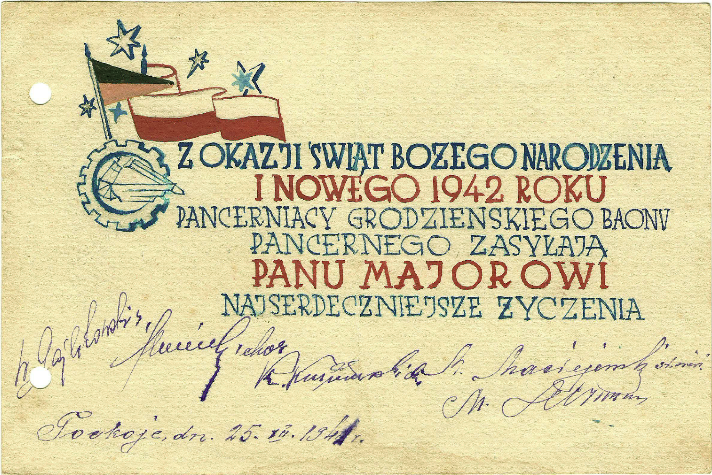
Kartka świąteczna adresowana do mjr. Szostaka

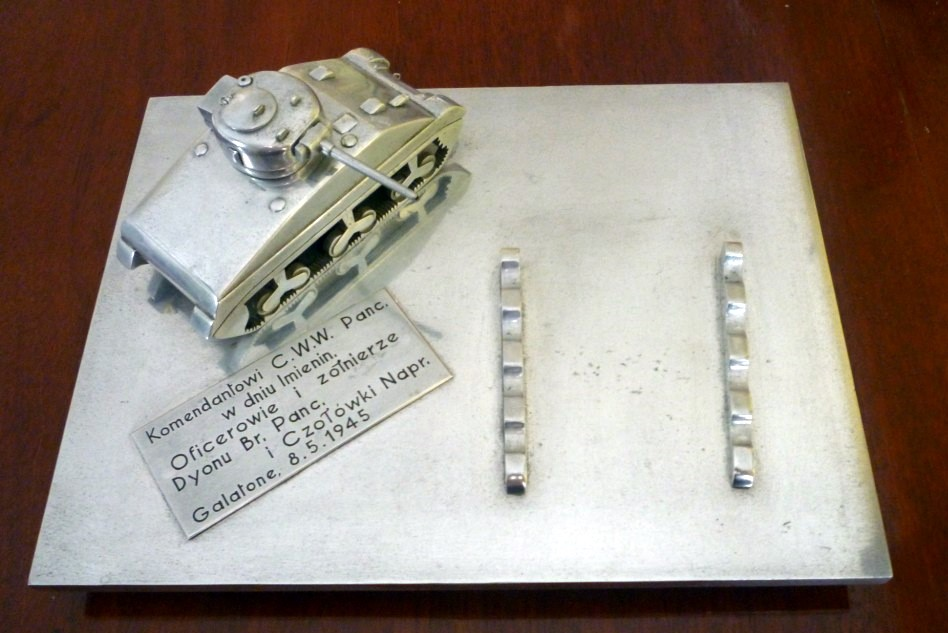
Miniatura Shermana – prezent wręczony przez podwładnych ppłk. Szostakowi

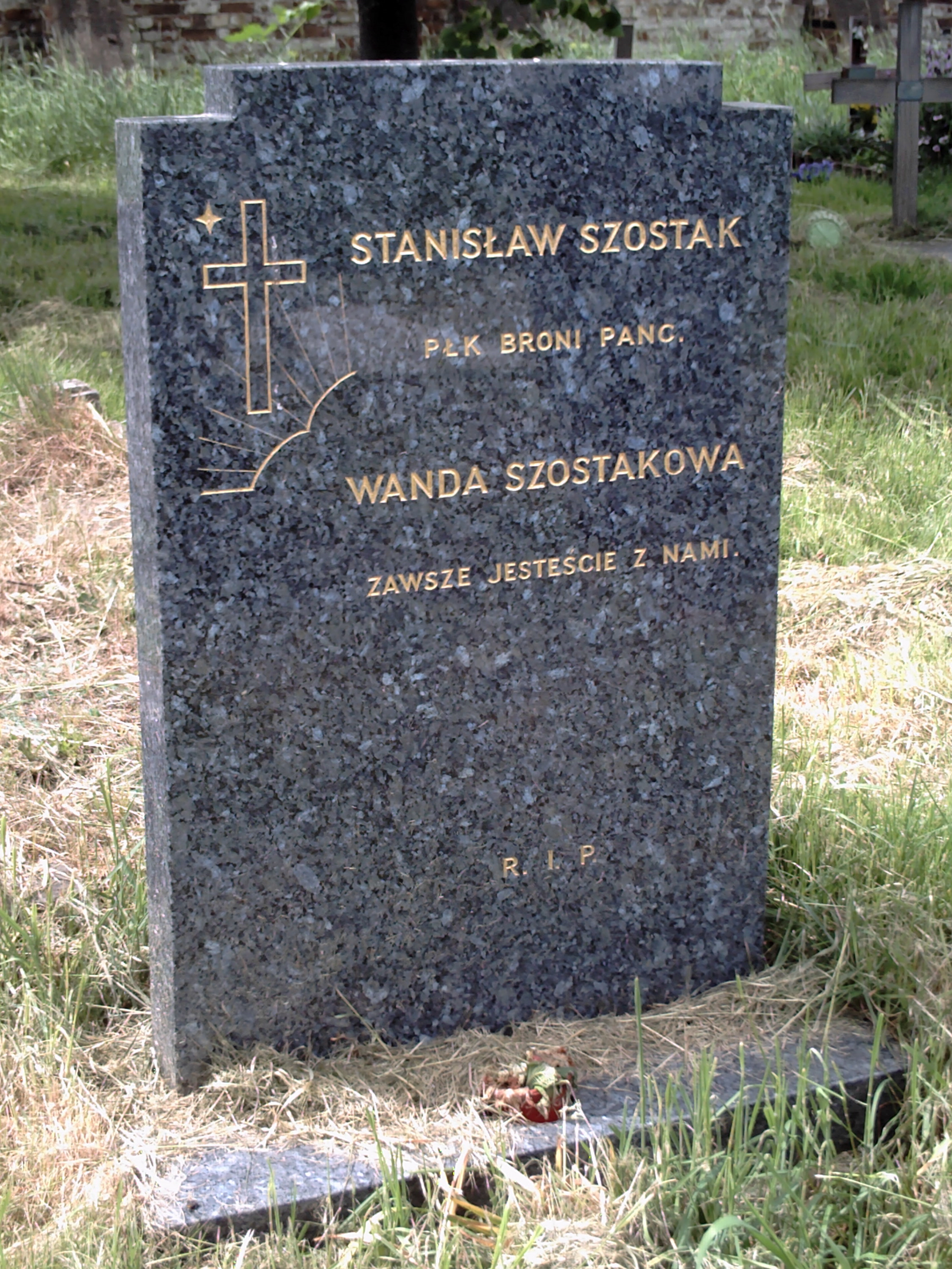
Grób Stanisława Szostaka w Londynie

Stanisław Szostak (ur. 2 stycznia?/14 stycznia 1898 w Berezynie, zm. 11 lutego 1961) – podpułkownik broni pancernych Wojska Polskiego i Polskich Sił Zbrojnych, mianowany przez władze emigracyjne pułkownikiem.

## Życiorys
Syn Władysława i Marii z Nieciejowskich z Hrynicy.

### W II Rzeczypospolitej
W 1917 zdał maturę, za którą został nagrodzony złotym medalem. Następnie został przyjęty na studia dla podchorążych (junkrów) do Mikołajewskiej Szkoły Inżynieryjnej w Piotrogrodzie. Po nieudanym buncie junkrów, 29 października 1917, których celem było aresztowanie rządu bolszewickiego i bolszewickich dowódców, został uwięziony w fortecy Piotra i Pawła. 18 grudnia 1917, po wypuszczeniu z więzienia przy pomocy Naczelnego Polskiego Komitetu Wojskowego w Piotrogrodzie, Stanisław Szostak wstąpił do kompanii junkerskiej I Legionu Rycerskiego w l Korpusie Polskim, a po utworzeniu Legionu Podchorążych służył w nim do 9 czerwca 1918. W styczniu 1918 brał udział w zdobyciu twierdzy w Bobrujsku okupowanej przez bolszewików.
Po rozwiązaniu I Korpusu, 9 grudnia 1918 przerwał studia na Politechnice Warszawskiej i wstąpił ochotniczo do Białoruskiego pułku strzelców Dywizji Litewsko-Białoruskiej dowodzonej przez gen. Jana Rzadkowskiego jako dowódca sekcji (w stopniu szeregowego), a następnie dowódca plutonu (w stopniu kaprala). Walczył na Froncie Litewsko-Białoruskim w kompanii technicznej pułku. W pułku przebywał do 20 maja 1920.
Od 25 maja do 18 sierpnia 1920 był słuchaczem 30. klasy Szkoły Podchorążych Piechoty w Warszawie. Po ukończeniu kursu przydzielony został do batalionu zapasowego 56 pułku piechoty wielkopolskiej na stanowisko dowódcy plutonu. Z dniem 15 grudnia 1920 mianowany podporucznikiem. 3 maja 1922 zweryfikowany został w stopniu porucznika ze starszeństwem z dniem 1 czerwca 1919 i 2116 lokatą w korpusie oficerów piechoty. W czerwcu tego roku został adiutantem II batalionu 56 pułku piechoty wielkopolskiej.
Na początku 1924 był słuchaczem Centralnej Szkoły Czołgów. Z dniem 1 sierpnia tego roku został przydzielony z 56 pp do 1 pułku czołgów, w którym dowodził plutonem 7 kompanii czołgów. W latach 1928–1931 dowodził 6, 7, a potem 4 kompanią czołgów. 19 marca 1928 awansował na kapitana ze starszeństwem z dniem 1 stycznia 1928 i 226 lokatą w korpusie oficerów piechoty. Od czerwca 1931 do kwietnia 1934 był wykładowcą w Centrum Wyszkolenia Czołgów i Samochodów Pancernych w Warszawie. W latach 1935–1938 kierował Referatem Wyszkolenia w Dowództwie Broni Pancernej MSWojsk. 19 marca 1937 awansował na majora z 8 lokata w korpusie oficerów broni pancernej. Od kwietnia 1938 był zastępcą dowódcy 7 batalionu pancernego w Grodnie. W sierpniu 1939 wyznaczony został na stanowisko dowódcy mobilizowanego 32 dywizjonu pancernego. W jego składzie walczył pod Grajewem i Szczuczynem. Osłaniał odwrót Podlaskiej Brygady Kawalerii. 12 września brał udział w walkach w m. Kita. Od 16 września dowodził już spieszonym dywizjonem walcząc o Grodno a następnie Giby. 24 września na czele grupy żołnierzy dywizjonu przekroczył granicę litewską i został internowany.
Do lipca 1940 przebywał w obozach internowania: Kalwaria, Kurszany i Fort V w Kownie. Po inwazji na Litwę przez Związek Radziecki przetransportowany został do Kozielska II, a później do obozu jenieckiego NKWD w Griazowcu. Latem 1941, po podpisaniu układu Sikorski-Majski z 30 lipca 1941 został zwolniony, a od 25 sierpnia ponownie w Wojsku Polskim.

### W Polskich Siłach Zbrojnych
7 września 1941 mianowany dowódcą 5 batalionu pancernego 5 Wileńskiej Dywizji Piechoty. Od 20 września przeniesiony na stanowisko dowódcy broni pancernej Polskich Sił Zbrojnych w ZSRR, na którym to stanowisku pozostawał do 28 marca 1942, czyli do czasu ewakuacji do Iranu. Do 23 stycznia 1942 był równocześnie szefem Służby Samochodowej Armii. Od 3 kwietnia do 14 maja był dowódcą broni pancernej i szefem służby samochodowej w sztabie gen. bryg. Boruty Spiechowicza (wojska ewakuowane do Iranu). 15 maja ewakuowany z Teheranu do Palestyny, a 1 czerwca przybył do obozu WP w Gederze. Tutaj został zastępcą dowódcy batalionu czołgów w Ośrodku Organizacyjnym Broni Pancernej Armii Polskiej na Wschodzie, a w sierpniu pełnił obowiązki dowódcy 4 batalionu czołgów. Od listopada 1942 był dowódcą Centrum Wyszkolenia Broni Pancernej, a następnie Ośrodka Wyszkolenia Motorowego i Broni Pancernej. Od kwietnia 1944 był dowódcą Ośrodka Zapasowego Broni Pancernej. Pułkownik Zebrowski na stronie 491 swojej monografii pisze: Całokształtem wyszkolenia pancernego 2 Korpusu zajmował się mjr Szostak. Jego wiedzy i wysiłkowi zawdzięcza broń pancerna wysoki poziom jaki osiągnęła. Był on autorem wszystkich instrukcji szkoleniowych i programów wyszkolenia oficerów, podchorążych, podoficerów i kontyngentu szeregowych z wyszkoleniem technicznym włącznie. Na tych programach wyszkolenia wzorowały się bataliony czołgów, a później pułki pancerne.
Od 15 września 1944 ppłk Szostak dowodził 7 pułkiem pancernym. Od stycznia 1945 do stycznia 1946 był komendantem Centrum Wyszkolenia Wojsk Pancernych, a następnie inspektorem Wyszkolenia Motorowego w Bazie 2 Korpusu. Latem 1946 przybył do Wielkiej Brytanii, a w maju 1947 wstąpił do Polskiego Korpusu Przysposobienia i Rozmieszczenia. W czasie 2 letniego kontraktu w PKPR był komendantem obozu Foxley I, a następnie Barons Cross koło Leominster. Po zwolnieniu z wojska osiadł z rodziną w Londynie. Po rozłamie w rządzie w 1954, pozostał wierny ośrodkowi „Zamkowemu”. Był członkiem Koła Stowarzyszenia Polskich Kombatantów nr 120 oraz Koła Żołnierzy Dowództwa 2 Korpusu.
W lutym 1961 został ranny w wypadku samochodowym i zmarł 11 lutego 1961. Pochowany został na cmentarzu Old Bromptom w Londynie.

## Awanse
- podporucznik – 15 grudnia 1920
- porucznik – 3 maja 1922 starszeństwo z dniem 1 czerwca 1919
- kapitan – 19 marca 1928 starszeństwo z dniem 1 stycznia 1928
- major – 19 marca 1937[5]
- podpułkownik – 3 maja 1943[6]
- pułkownik – 19 marca 1961[7]

## Ordery i odznaczenia
- Złoty Krzyż Zasługi z Mieczami
- Medal Wojska (dwukrotnie)
- Złoty Krzyż Zasługi (10 listopada 1938)[8]
- Medal Niepodległości (4 listopada 1933)[9]
- Srebrny Krzyż Zasługi (11 listopada 1936)[10]
- Medal Pamiątkowy za Wojnę 1918–1921
- Medal Dziesięciolecia Odzyskanej Niepodległości
- Znak Pancerny[11]
- Państwowa Odznaka Sportowa[11]

- Gwiazda za Wojnę 1939–1945 (Wielka Brytania)
- Gwiazda Afryki (Wielka Brytania)
- Gwiazda Italii (Wielka Brytania)
- Medal Obrony (Wielka Brytania)
- Medal Wojny 1939–1945 (Wielka Brytania)

- Medal Zwycięstwa (Medal Międzysojuszniczy)